# 襄平城
襄平城是中国古代城市名称，该城始建于公元前284年，城址位于今中国辽宁辽阳。襄平最初为战国时期燕国辽东郡的首府，位于燕长城的东端，秦统一中国后，襄平成为当时中国东北地区的政治和文化中心。自公元4世纪开始，襄平先后被前燕和后燕统治。公元404 年，高句丽攻占襄平，将襄平城更名为辽东城。

## 歷史

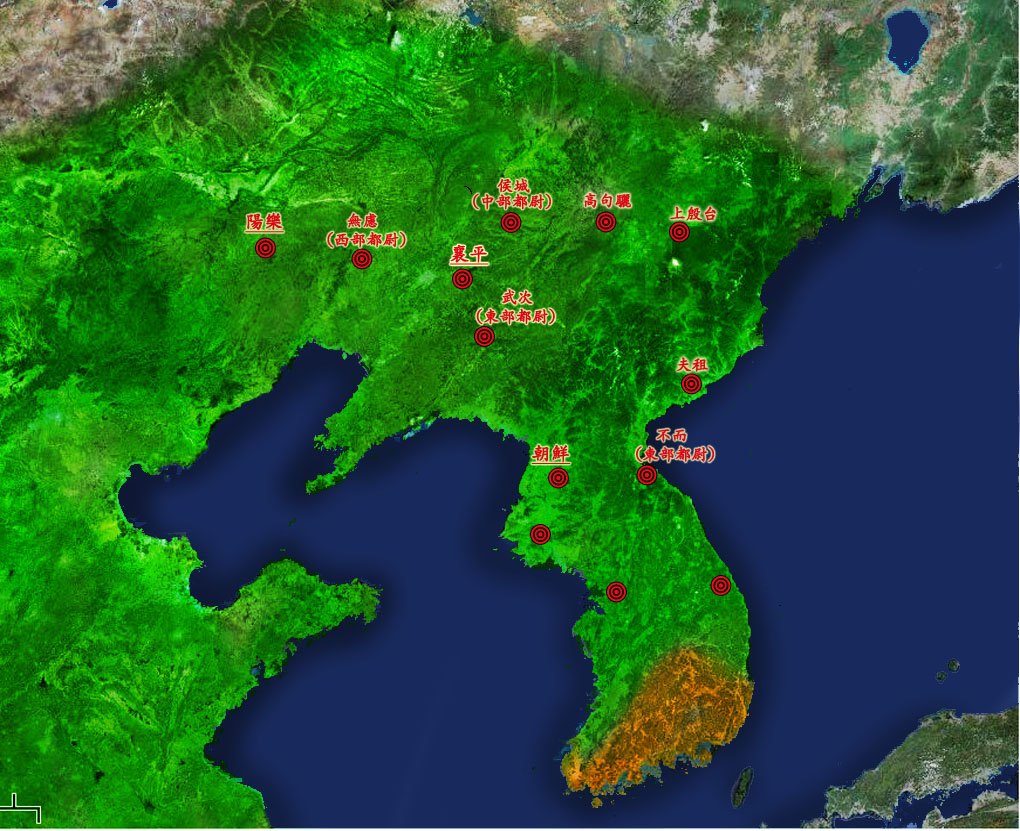
汉四郡朝鲜县位置图

燕昭王時，有燕將秦開，在東胡作為燕國的人質，東胡人很信任他。秦開歸國後，起兵襲擊大破東胡，「東胡卻千餘里」，結果燕國邊境向東推進了一千多里，大大開拓了燕國的疆域，而燕國亦隨即開始修築北長城。北長城西端起自造陽（今河北省張家口市宣化縣東北），向東到達襄平城（今遼寧省遼陽市北面）。
公元前222年，燕国终被秦吞并。秦始皇二十六年（公元前221年），全国分为36郡，辽东郡仍沿袭燕国郡制，郡府设在襄平县。

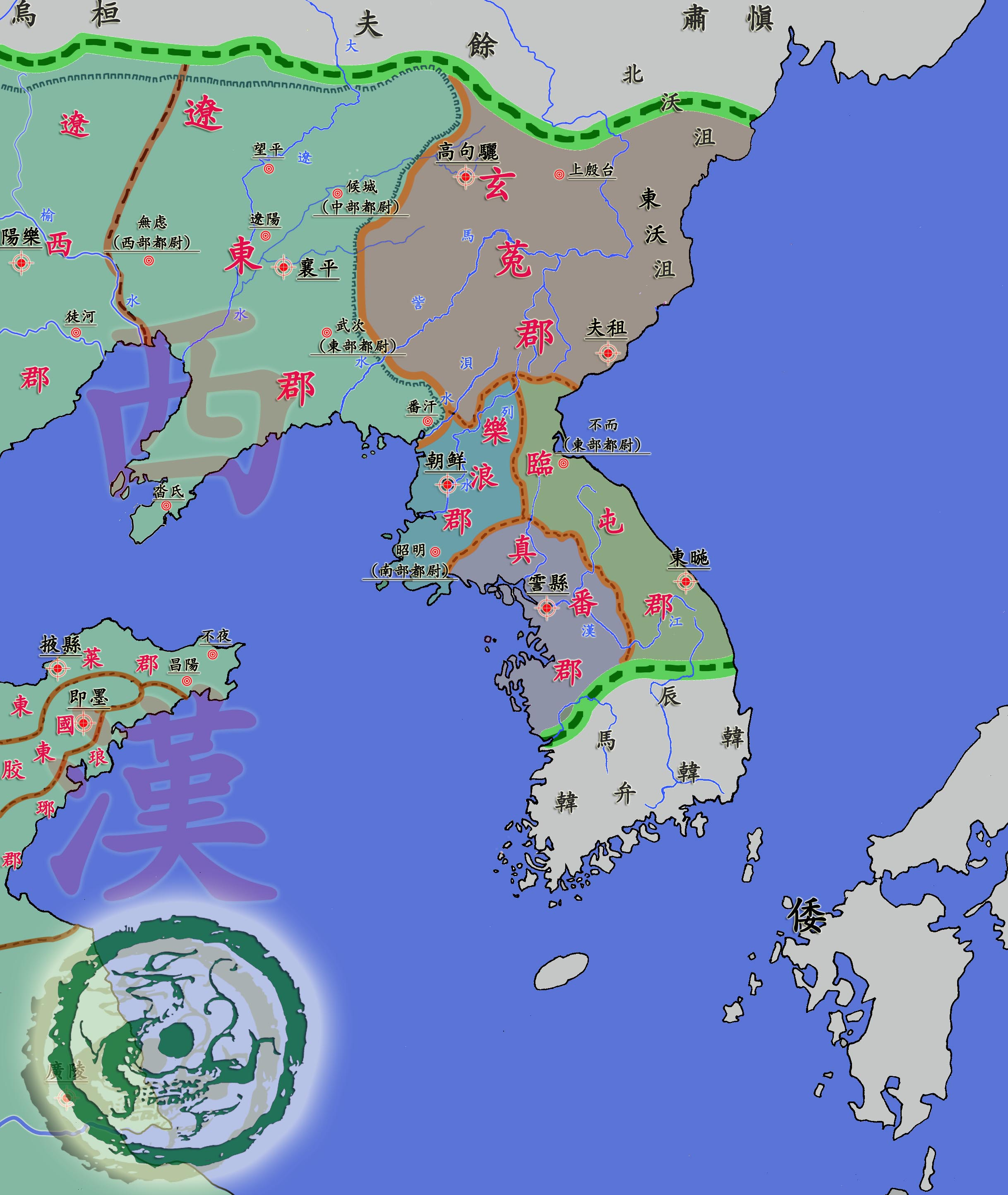
公元前一世紀初东北亚局势

两汉时期沿袭秦制也设置辽东郡管辖辽东地区，但是西汉时东北亚大多数事务由后来被称为汉四郡的乐浪郡,玄菟郡等管辖。如
扶余国属于东汉的属国，据后汉书记载，扶余国行政区划本来隶属玄菟郡，汉献帝时，其王求改属辽东郡（后汉书/卷85）。
东汉末年，军阀割据，中原少安，而辽东郡偏居东北，则得以振兴，此时襄平城的规模宏大，很多中原文人志士避难于此，城内外居住人口达到30余万人。189年，辽东太守公孙度（襄平人）自立为辽东侯，称平州牧，分辽东郡为辽东、中辽、辽西三郡，辽东郡领襄平、居就、安市等8县。公孙度之孙公孙渊执政后，自立为燕王，置百官有司，不久称藩于东吴孙权。魏景初二年（238年），司马懿奉命率魏军讨公孙渊，同年公孙氏割据政权被消灭，辽东郡并入魏国版图。魏在原公孙氏控制地区设平州（仍治襄平城），辖辽东等5郡。在襄平设东夷校尉，统管高句丽等东夷民族。曹魏时辽东郡辖9县，襄平为首县。后平州合并于幽州。
晋武帝泰始十年（274年），复置平州,辖辽东、玄菟、昌黎3郡。 又设护东夷校尉，平州刺史兼护东夷校尉，管理自平州以北至今黑龙江流域东北大陆及朝鲜半岛各民族 。晋朝咸宁三年（277年）封司马蕤为辽东王，辽东郡改为辽东国。六年后，复为辽东郡。晋大兴二年（319年）鲜卑族慕容廆建前燕，攻陷辽东郡，占据襄平，并把辽河以东地区划为辽东属国，治所在襄平。前燕时期，平州下辖辽东、辽西等10郡。东晋咸和八年（333年），慕容廆死，子慕容皝袭辽东郡公，后自称燕王。东晋太元五年（380年），前秦灭前燕，辽东归前秦管辖。
公元384年，慕容皝子慕容垂起兵复国，是为后燕。东晋末，中国北方高句丽族兴起。公元404年（东晋元兴三年）高句丽据有辽东之地，改襄平城为辽东城。襄平一名至此废除。後燕地入高句麗。北燕又喬置遼東郡於今遼寧西部。
北魏太延元年（435年），高句丽高璉派使臣进贡于北魏，北魏拜琏都督辽海诸军事，为辽东郡公，高句丽王。公元492年，魏以高句丽王云都督辽海诸军事，为辽东郡开国公。公元519年高句丽王云卒，以世子安为辽东郡开国公、高句丽王。北周武帝建德六年（577年），封高句丽王阳为辽东郡开国公，辽东王。北齊后廢辽东郡，高句丽短期处于实际独立地位。此时辽东城城廓位置和规模与西汉时期相同。由前燕至南北朝末期近300年间，辽东地区先后由前燕、前秦、北魏、北齐、北周等王朝统治。隋朝册封高句丽平原王高汤、婴阳王高元为辽东郡公、辽东王。唐朝册封高句丽荣留王高建武、宝藏王高宝藏为辽东郡王、高丽王。

## 相关争议
襄平城也有可能是高句麗之舊平壤也，這是由於5世纪初，乐浪、带方的汉人城镇和地方政权组织继续存在且奉东晋正朔。
427年，高句丽长寿王迁都平壤，但很有可能不是今日大同江畔的平壤，而是國內城衛城或者和國內同一个城。今日之平壤，為586年（隋文帝開皇六年）平原王遷都到最後一個首都長安城，新唐書認為長安城就是平壤即樂浪郡，於是國內城附近的平壤就與今日之平壤混淆。
四世纪后期，百济的遣华使团宣称在中国故地具有晋平縣，可能是对于古代扶余的襄平城的讹传，异或为晋朝的平壤的误解。